# 鹿沼総合体育館
鹿沼総合体育館（かぬまそうごうたいいくかん）は、栃木県鹿沼市にある屋内スポーツ施設。自然の森総合公園内に所在。愛称は「フォレストアリーナ」。

## 概要
広域スポーツ施設として、1998年5月に自然の森総合公園内に設置。
2006年4月より指定管理者として財団法人鹿沼市体育文化振興公社（2012年4月から公益財団法人かぬま文化・スポーツ振興財団に移行）が管理運営に当たっている。
2011年3月の福島第一原発事故による被災者受け入れのため、翌月末まで一般利用を中止。電力供給不足により閉館し、2011年5月に再開した。
2010年度の利用者数は21万人を越える。
2018年（平成30年）3月1日より2024年（令和6年）3月31日までの6年間、ネーミングライツにより通称が「TKCいちごアリーナ」となることが決定した。

## 施設
- メインアリーナ
  - 面積 - 1,782.2m2（47.3m×36.8m）
  - 利用可能数 - バスケットボール 2面、バドミントン 10面、卓球台 20台など
  - 観客席 - 2階固定席 1,492人、1階アリーナ 768人
- サブアリーナ
  - 面積 - 815.1m2（32.2m×24.2m）
  - 利用可能数 - バスケットボール 1面、バレーボール 2面、バドミントンなど
- 多目的室
  - 面積 - 516.6m2（27.6m×18.4m）
  - 利用可能数 - 卓球台 6台、剣道 2面、柔道 1面など
- トレニーング室
- 軽運動室
- 大会議室・研修室
- 和室
- 道のホール、森のホール
- 駐車場 - 公園全体で最大620台[4]

宇都宮ブレックスのホームゲームなど多客試合時は、栃木県運転免許センターの駐車場が使用できる。

## 主な大会・イベント
Bリーグの宇都宮ブレックスが鹿沼市とマザータウン協定を締結しており、練習拠点としているほかホームゲームを開催している。
またVリーグの公式戦が行われているほか、天皇杯・皇后杯全日本バレーボール選手権大会のブロックラウンドなどが開催されている。

## 関連施設
自然の森総合公園内には次の施設がある。
- サッカー場
- 野球場
- テニスコート
- フットサルコート
- レストハウス

## 交通アクセス
- 東北新幹線・JR宇都宮線宇都宮駅または東武宇都宮線東武宇都宮駅から関東自動車の路線バス「運転免許センター」下車
- JR日光線鹿沼駅または東武日光線新鹿沼駅からリーバスで「フォレストアリーナ」下車